# Ligne de Bessèges à Robiac
La ligne de Bessèges à Robiac est une ligne de chemin de fer française à écartement standard et non électrifiée, située dans le Gard, en région Occitanie. Elle forme un court embranchement de la ligne du Teil à Alès.
Elle constitue la ligne no 808 000 du réseau ferré national.

## Historique

### Chronologie
- 1er décembre 1857 : mise en service du chemin de fer de Bessèges à Alès[1] ;
- 1876 : devient un embranchement lors de la mise en service de la ligne du Teil à Alès[2] ;
- 7 juillet 2012 : la ligne est fermée au trafic voyageurs[3].

### Histoire
À l'origine, l'histoire de cet embranchement se confond avec celui de la ligne du Teil à Alès. Afin de faciliter le transport et trouver des débouchés pour les produits de ses mines, la Compagnie des houillères de Bessèges propose la création d'un chemin de fer d'Alais à Bessèges. La ligne est concédée à Messieurs Deveau de Robiac, Émile Silhol et Varin d'Ainvelle par une convention signée le 7 juin 1854 avec le ministre des Travaux publics. Cette convention est approuvée à la même date par un décret impérial. Pour exploiter la ligne, les concessionnaires créent la Compagnie du chemin de fer de Bessèges à Alais en 1855. Le 17 mars 1855, durant les travaux de construction, elle signe un traité avec la Compagnie du chemin de fer de Lyon à la Méditerranée, lui confiant l'exploitation. En 1857, la ligne est mise en service de Bessèges à Alès après l'inauguration qui a lieu le 1er décembre. Cette même année, à la suite de fusions, la compagnie de Lyon à la Méditerranée devient la Compagnie des chemins de fer de Paris à Lyon et à la Méditerranée (PLM). Par un traité signée 9 août 1865, la Compagnie des chemins de fer de Paris à Lyon et à la Méditerranée rachète la Compagnie du chemin de fer de Bessèges à Alais. Ce traité est approuvé par un décret impérial le 10 février 1866.
Le tronçon de Bessèges à Robiac devient un court embranchement, de 2,455 km, en cul-de-sac, en 1876, lors de la mise en service de la totalité de la ligne d'Alès au Pouzin via Robiac. Les projets de prolongement ou de raccordement de lignes à Bessèges n'ont pas abouti.
Une ligne de « Chamborigaud à Bessèges » est concédée à titre éventuel à la Compagnie des chemins de fer de Paris à Lyon et à la Méditerranée par une convention signée entre le ministre des Travaux publics et la compagnie le 24 janvier 1902. Cette convention est approuvée par une loi le 18 juillet 1902. La ligne, qui devait se raccorder à la ligne de Chamborigaud à La Vernarède, est déclarée d'utilité publique par une loi du 4 mars 1906 qui rend sa concession définitive. Pour autant, cette ligne ne sera jamais réalisée.
Après la fermeture au trafic voyageurs du tronçon de Robiac au Teil de la ligne du Teil à Alès, en 1969, l'embranchement devient l'un des terminus de toutes les circulations passant par Robiac.
Du fait du mauvais état de la voie, la ligne est fermée au trafic voyageurs le 7 juillet 2012. En 2021, la fermeture de la ligne fait l'objet du documentaire Voyage à Bessèges du réalisateur suisse Manuel Lobmaier, diffusé par France 3 Occitanie,.